# Paolo Soleri
Pour les articles homonymes, voir Soleri.
Paolo Soleri, né le 21 juin 1919 à Turin et mort à Paradise Valley en Arizona le 9 avril 2013 , est un architecte, écrivain, sculpteur, urbaniste et artiste italo-américain.

## Biographie
Il obtient son diplôme d’architecte avec mention en 1946 à l'École polytechnique de Turin. En 1947, il part effectuer un stage aux États-Unis dans le cabinet de Frank Lloyd Wright, à Taliesin West en Arizona. La philosophie de Wright et le travail sur les théories de plasticité et de continuité auront une influence profonde sur le travail de Paolo Soleri.
En 1950, Paolo Soleri retourne en Italie où il dessine et construit une usine de céramique pour la famille Sulimene, au sud de Naples - cette usine est aujourd’hui classée comme monument historique. La réalisation de ce projet lui permet d'acquérir une bonne connaissance de la technique de fabrication de la céramique. Il mettra à profit ses connaissances pour réaliser des cloches en céramique et en bronze recouvertes d’une mince couche de métal qui seront vendues pour autofinancer ses projets (Soleri Wind Bells).
En 1951, lors de la construction du « Earth House », siège de la Fondation non-lucrative de Cosanti (mot venant de la fusion de cosa [chose] et de anti) à Paradise Valley en Arizona, Paolo Soleri expérimente les techniques de fabrication des matériaux moulés en terre. À partir de 1955, il devient président de cette fondation. En 1956, il emménage avec sa femme et ses deux filles en Arizona.
Paolo Soleri a consacré sa carrière à la recherche et l'expérimentation dans le double domaine du design et de l'urbanisme. Il a fondé l'écovillage d'Arcosanti et la fondation didactique Cosanti.
Soleri a enseigné à l'école supérieure d'architecture de l'université d'État de l'Arizona.
Avec le projet Cosanti, Paolo Soleri développe ses théories architecturales et urbaines, qu’il poursuivra tout au long de sa carrière. L’implantation et le design des bâtiments de Cosanti évoquent le projet de Taliesin West. Ces deux projets fonctionnent sur des structures communautaires dirigées par un chef, les membres de cette communauté travaillent bénévolement avec des matériaux trouvés sur place. Soleri s’éloigne du projet de Wright lorsqu’il développe cette communauté comme étant un prototype de « ville du futur », avec une implication importante en matière de développement durable et de capacité à s’adapter aux spécificités de chaque région.
Avec la Fondation Cosanti, Soleri oriente son travail vers la recherche et l’expérimentation de la planification urbaine, il développe l’architecture écologique, l’optimisation de l’espace et de l’énergie et créant le concept d’ « arcologie ». Le travail du philosophe Pierre Teilhard de Chardin joue un rôle important dans ses recherches.
Paolo Soleri écrit en 1969 dans son livre Arcologie, la ville à l’image de l’homme, qu’il cherche à « proposer une solution au désastre urbain… La Fondation [Cosanti] lutte pour améliorer la condition de l’homme et pour préserver la nature, dans la mesure où cela dépend de la création de villes efficientes et humaines... » Face à l’urbanisation américaine, à l’étalement urbain rendant la voiture indispensable et isolant les individus, Soleri regroupe dans les années 1970 des étudiants pour travailler en communauté, expérimenter un développement urbain à l’échelle humaine, anti-individualiste et respectueux de l’environnement, il développe le projet d’Arcosanti.

## Le concept d'arcologie
Paolo Soleri développe tout au long de sa carrière un concept architectural de ville utopique qu’il nomme Arcologie. Il le met en application dans différents projets, et notamment dans son projet Arcosanti.
Soleri effectue au cours de ces phases des recherches sur des formes de bâti plus adaptées au climat afin de favoriser les systèmes de culture, des recherches sur les moyens de faire fonctionner Arcosanti de manière autonome et indépendante : création d’un marché (commerces, productions de fruits et légumes), d’un centre des arts du spectacle et d’un complexe éducatif (école d’architecture, école d’urbanisme et de design écologique…).
Selon Paolo Soleri, le concept de l’arcologie est la fusion entre l’architecture et l’écologie, il propose une forme urbaine en trois dimensions, compact et dense à l’opposé de l’étalement urbain de la consommation d’espace, d’énergie et de temps dont les villes font preuve depuis 1970. Une complexification et une densification de la ville permet la conservation des espaces et donc des ressources. De plus il propose une vie en communauté à l’opposé de l’isolement des gens provoqué par l’étalement urbain. Soleri supprime l’automobile au sein de sa ville, cette ville connait une mixité d’usage afin de mélanger les populations y vivant. Les terres autour de la ville sont consacrées à l’agriculture et des serres sont construites. Dans le concept de « l’arcologie », la conception architecturale permettrait de favoriser l’utilisation de l’énergie solaire et de réduire la consommation d’énergie.

## Le projet d'Arcosanti
Paolo Soleri s’attèle tout au long de sa vie à réaliser le projet architectural Arcosanti, entouré de 70 étudiants au début de ce projet, il a fait de cette construction une manière d’apprendre et une façon de vivre. Ce projet fait toujours l’objet d’études in situ (par le biais de stages)  de la part d’étudiants en architecture, urbanisme…
Le projet d’Arcosanti fait partie d’une des phases expérimentales de « l’arcologie », il existe aujourd’hui cinq phases d’expérimentales :
- Cosanti, réalisé en 1951
- Cosanti II (appelé plus tard Arcosanti), réalisé dans les années 1960
- Critical Mass, commencé en 1971
- Valetta Spring, réalisé entre 1980 et 1985
- une dernière génération de prototype « arcologique » fut conçue en 1991

Chacune de ces phases marque des avancées et le développement du concept de « l’arcologie ».
Le projet Arcosanti est le nouveau cadre de la Fondation Cosanti, réalisé grâce à des étudiants américains et d'autres nationalités, qui auront pour principal but l’investigation et l’expérimentation de concepts arcologiques. Selon Paolo Soleri, l’Arcosanti « envisage une communauté d’environ 1 500 personnes. Il couvre 2,8 hectares et a une hauteur d’environ 45 mètres. Son module est l’individu plutôt que la famille parce qu’étudiants et apprentis constitueraient un fort pourcentage de la population. Travailler, apprendre, vivre et jouer, tout cela se fera « sous » un seul toit, avec une densité d’environ 500 personnes par hectare. »
La ville d’Arcosanti est construite de matériaux naturels trouvés sur place et de terre moulée, c’est une ville hyperdense conçue pour maximiser l’interaction humaine, pour économiser l’eau, pour réduire les eaux usées, minimiser l’utilisation d’énergie, réduire les déchets et la pollution et également permettre une interaction entre l’homme et son environnement naturel.
La ville d’Arcosanti est en construction depuis 1970, à environ 110 km au nord de Phoenix, près de Cordes Junction. Aujourd’hui plus de 6 000 étudiants, apprentis, bénévoles ont participé à sa construction. La ville se développe d’année en année par stratification, elle forme une structure complexe de 34 niveaux. Avec cette ville « in progress », Soleri cherche à « faire plus avec moins », moins de ressources énergétiques, moins de pollution, moins de gaspillage d’espace et de matériaux. Arcosanti n’est pas seulement de l’architecture, il abrite également un département de conception et de construction de serres pour l’agriculture biologique. Soleri a cherché à réaliser un habitat humain en équilibre avec son environnement, il recherche les qualités spatiale et sociale dans son architecture. La ville est composée de grandes structures hémisphériques formant des gradins semi-circulaires, avec de grandes voûtes en berceau, des arcs en béton. Les activités se déroulent sous les imposantes absides, dans de grands plans libres et dans les maisons souterraines ouvertes en toiture par des coupoles vitrées. À la recherche de l’indépendance énergétique, la ville d’Arcosanti est fournie en énergie grâce à un générateur éolien et à des panneaux solaires.
Quarante ans après le début des travaux, la partie construite de la ville ne représente qu’un peu plus de 5 % du projet initial.

## Autres réalisations
- Dome House, Cave Creek, Arizona, 1949
- Ceramica Artistica Solimene, Vietri sul Mare, Italie, 1953
- Fondation Cosanti (Earth House), Arizona, 1951
- Mesa City Project, 1959
- Arcosanti, “ville du futur”, Arizona, 1970
- Valetta Spring, 1980-1985
- Santa Fe Amphitheater, Santa Fe, Nouveau-Mexique, 1966
- Glendale Community College Amphitheater, Glendale, Arizona, 1996

## Écrits
- Arcology: The City in the Image of Man, Cambridge, MA. MIT Press, 1969
- The Sketchbooks of Paolo Soleri, Cambridge, MA. MIT Press, 1971
- The Bridge between Matter and Spirit is Matter Becoming Spirit, New York: Anchor/Doubleday, 1973
- Fragments-A Selection from the Sketchbooks of Paolo Soleri; The Tiger Paradigm-Paradox, San Francisco: Harper and Row, 1981
- The Omega Seed: An Eschatological Hypothesis, New York: Anchor/Doubleday, 1981
- Space for Peace, Paradise Valley, AZ. : Cosanti Foundation, 1984
- Paolo Soleri's Earth Casting: For Sculpture, Models and Construction, [coécrit par Scott M. Davis] Salt Lake City: Peregrine-Smith, 1984
- Technology and Cosmogenesis. New York: Paragon, 1986
- Arcosanti: An Urban Laboratory?, Mayer, AZ.: The Cosanti Press, 1993
- The Urban Ideal: Conversations with Paolo Soleri, Berkeley, CA: Berkeley Hills Books, 2001
- What If ?, Quaderni - Vol. 1, Mayer, AZ.: The Cosanti Press, 2002
- What If Collected Writings 1986-2000, Berkeley, CA: Berkeley Hills Books, 2002

## Prix
- 1963 : médaille d’or de l’artisanat de l’American Institute of Architects
- 1981 : médaille d’or à la Biennale mondiale d’architecture organise par l’Académie internationale d’architecture à Sofia, Bulgarie
- 1984 : médaille d’argent pour la recherche et la technique à l’Académie d’architecture de Paris, France
- 1996 : intronisé comme membre honoraire à l’Institut Royal des architectes britanniques
- 2000 : Lion d’or à la Biennale d’architecture de Venise, Italie
- 2006 : prix national de Design pour tout son travail du musée national de design Cooper-Hewitt à New York